# Louis Charles César Le Tellier
Louis Charles César Le Tellier, Duque de Estrées, Marqués de Courtanvaux (París, 2 de julio de 1695-ibídem, 2 de enero de 1771) fue un mariscal de Francia, ministro de Estado, caballero de la Orden del Espíritu Santo, gobernador de Aunis y La Rochelle, gobernador de Le Havre y miembro del Consejo Secreto.

## Biografía
Louis Charles César Le Tellier era hijo de Michel François Le Tellier, Marqués de Courtanvaux y, por lo tanto, era nieto de François Michel Le Tellier de Louvois, Ministro de la Guerra durante el reinado de Luis XIV. Su madre fue Marie Anne d´Estrées, hija de Jean D´Estrées, Mariscal de Francia.

### Inicios de su carrera militar
En 1716, Le Tellier ingresó en el ejército como cadete en el regimiento de caballería de Anjou bajo el nombre de caballero de Louvois. El 22 de marzo de 1718 fue promovido a maestre de campo del Regimiento Royal-Rosellón.
Participó en la Guerra de la Cuádruple Alianza al mando de James Fitz-James, I duque de Berwick. Intervino en los asedios de Fuenterrabía, San Sebastián, Seo de Urgel y Rosas.

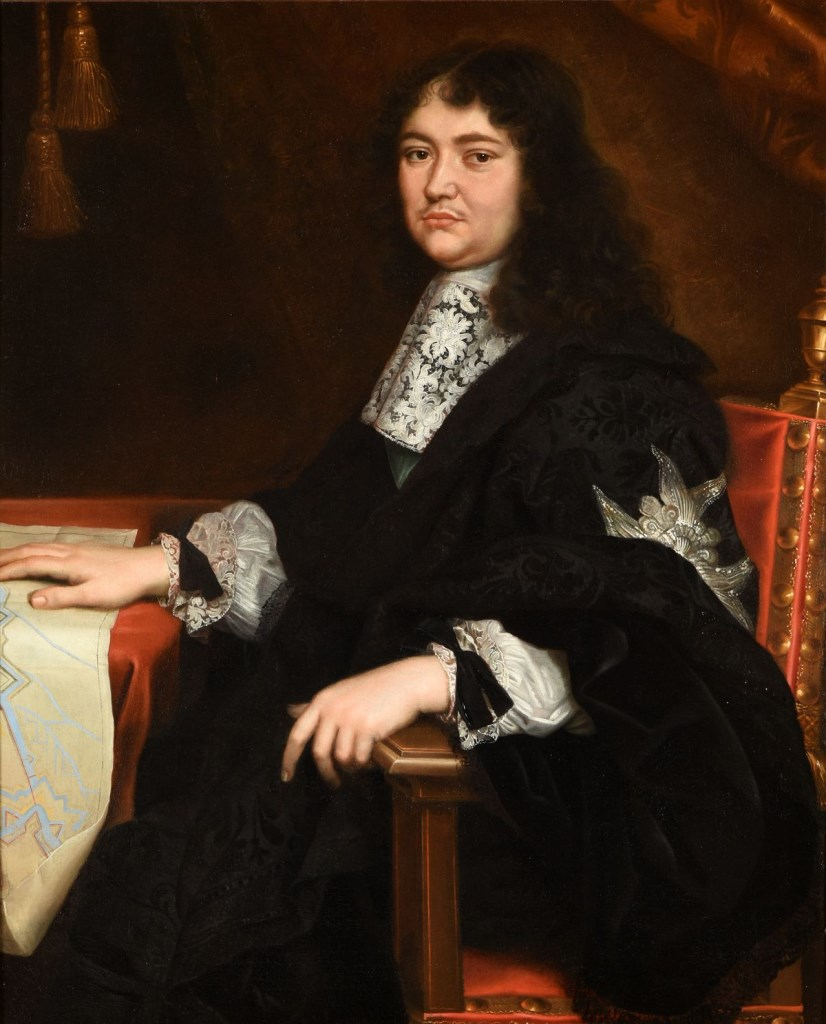
François Michel Le Tellier de Louvois, abuelo paterno de Louis Charles César Le Telllier.

Tras la guerra es enviado a Dos Puentes donde se ha establecido Estanislao I Leszczynski, que había perdido el trono de la República de las Dos Naciones, quien se encuentra protegido por Francia. 
El 19 de abril de 1722 es asignado, durante la minoría de edad de su sobrino, como Capitán General de la Compañía de Suizos de la Guardia del Rey. Es entonces cuando toma el nombre de Marqués de Courtanvaux.

### Guerra de Sucesión Polaca
En 1733 comienza la Guerra de Sucesión Polaca y Francia se alía con España y Cerdeña contra Rusia, el Sacro Imperio Romano Germánico y el Electorado de Sajonia.
Le Tellier sirvió bajo el mando de James Fitz-James, I duque de Berwick, de Claude Bidal, Marqués de Asfeld y de François de Franquetot, Duque de Coigny. Tomó parte en 1733 en el asedio de Kehl que capituló el 28 de octubre. Poco después tuvo que ceder el mando de la compañía de suizos a su sobrino que ya había alcanzado la mayoría de edad. El 20 de febrero de 1734 es ascendido a brigadier. El 4 de mayo de 1734 combatió en la batalla de Etlingen.
Tomó parte en los asedios de Philippsbourg -que cae el 18 de julio- y de Worms –que capitula el 23 de julio-. El 1 de abril, Le Tellier es ascendido a Mariscal de Campo.
En mayo de 1739, a la muerte de su tío Víctor Marie d'Estrées hereda el título de Conde d´Estreés. El 22 de abril de 1740, Luis XV lo nombra inspector general de Caballería.

### Guerra de Sucesión Austriaca
En 1740 estalla la Guerra de Sucesión Austriaca. Francia apoya los derechos de Carlos Alberto de Baviera. Louis Charles César Le Tellier formó parte del ejército de Bohemia y Baviera a las órdenes de Mauricio de Sajonia.
Le Tellier se hizo cargo de las tropas que estaban estacionadas cerca de Pilsen. Estas tropas se vieron en apuros cuando Carlos Alejandro de Lorena expulsó a los franceses de Horšovský Týn, Pisek y Beroun, ya que podían verse rodeadas. Realizó una audaz marcha hacia Praga con las tropas intactas. Al día siguiente se le ordenó llevarlas a Enger, donde las acantonó hasta la llegada del ejército de Westfalia al mando de Jean-Baptiste Desmarets, Mariscal de Maillebois. Le Tellier marchó de Enger a Baviera y finalmente regresó a Francia en enero de 1743, uniéndose en mayo de 1743 al ejército del Rin. En 1744 fue trasladado al ejército de Flandes, donde fue ascendido a Teniente General el 2 de mayo.

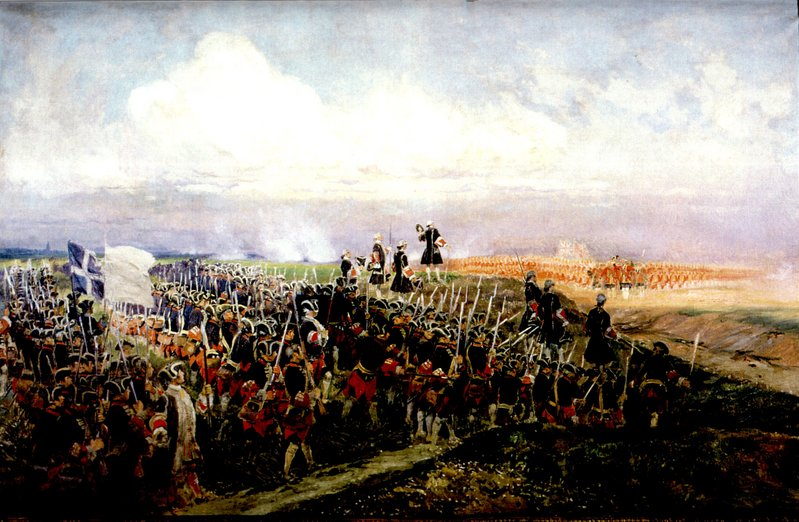
Batalla de Fontenoy. Obra de Édouard Detaille.

Mientras Mauricio de Sajonia estaba acampado en Courtrai, Le Tellier contuvo a los austro-británicos en Maubeuge, Valenciennes y Douai. El 11 de mayo de 1745 se distinguió en la batalla de Fontenoy. Bajo el mando de Mauricio de Sajonia atacó a la columna británica dos veces a la cabeza de la caballería. Fue uno de los generales que, al frente de la Maison du Roi, llevaron a cabo el ataque decisivo. Luego se ocupó de perseguir a los aliados, capturando 4.000 hombres. Tras Fontenoy sitió Dendermonde y Ath, que se rindió el 8 de octubre.
El 1 de enero de 1746, Estrées fue nombrado caballero de la Orden del Espíritu Santo. Durante esta campaña, fue una vez más empleado en el ejército de Flandes. En mayo, a la cabeza de su cuerpo, obligó a los aliados a retirarse de Breda. Tomó parte en el asedio y la captura de Mons -11 de mayo- y de Charleroi, que capituló el 2 de agosto. 
El 11 de octubre, a las órdenes de Mauricio de Sajonia dirigió los ataques franceses en la batalla de Rocoux. En 1747 tras avanzar hacia Maastricht, pasó la campaña conteniendo a los aliados en la zona entre Jaar y el Mosa. En el invierno tomó sus cuarteles en Henao y fue nombrado gobernador de Aunis y La Rochelle. En 1748, Le Tellier regresó a Flandes y participó en el asedio de Maastricht, que cayó el 7 de mayo. El Tratado de Aquisgrán puso fin a la guerra en 1748.
Entre 1755 y 1756, Le Tellier fue el responsable de las costas de Normandía y gobernador de Le Havre.

### Guerra de los Siete Años
En 1756 Luis XV le envió a Viena durante las negociaciones con el Príncipe Wenzel Anton Graf Kaunitz para formar una coalición antiprusiana que fuera una respuesta al Tratado de Westminster. El 24 de febrero de 1757, Le Tellier es ascendido a Mariscal de Francia al poco de comenzar la Guerra de los Siete Años. Ese mismo año obtuvo el mando de un poderoso ejército de más de cien mil hombres. Le Tellier prometió que en los primeros días del mes de julio habría obligado a sus enemigos a cruzar el río Weser y penetrado en Hannover. Tras cruzar el río Weser y tomar la ciudad de Wesel, estableció su sede en Münster.

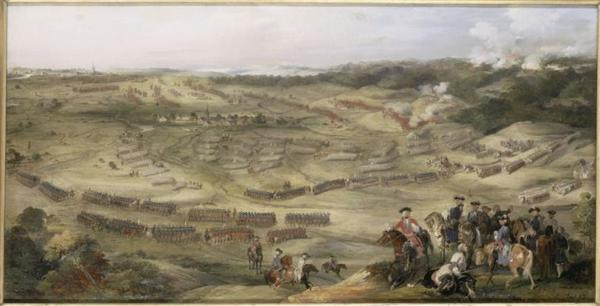
Batalla de Hastenbeck. Obra de Louis Edouard Rioult.

El 11 de julio penetró en Hannover cumpliendo su promesa. El 26 de julio de 1757 vence en la batalla de Hastenbeck a un ejército formado por tropas del Reino Unido, Hannover, Hesse-Cassel y Brunswick, dirigido por Guillermo Augusto, duque de Cumberland, y el 28 de julio toma Hameln y el 3 de agosto Minden.
A pesar de sus victorias fue apartado del mando debido a las intrigas de la corte, siendo sustituido por Louis François Armand de Vignerot du Plessis. Louis Charles César Le Tellier, Mariscal d´Estrées, fatigado, se detiene en Aquisgrán para reparar su salud, tras lo que regresa a la corte. Poco después marcha a Borgoña lejos de las intrigas de la corte. El 2 de julio de 1758 es nombrado Ministro de Estado.
Tras la batalla de Minden (1 de agosto de 1759) es enviado a Alemania para asistir al Mariscal Louis Georges Érasme de Contades. Se apoderó de Friedberg, por lo se encontraba separado del ejército de Fernando de Brunswick solo por el río Weser.
En 1762, fue nombrado comandante del ejército francés principal junto con Charles de Rohan, Príncipe de Soubise. El 24 de junio, estos dos comandantes franceses fueron derrotados por Fernando de Brunswick en la batalla de Wilhelmstal.
En 1763, Estrées recibió el título de Duque d'Estrées. También en ese año se convirtió en miembro del Consejo Secreto, un cargo que asumió hasta su muerte en 1771.
Louis Charles César Le Tellier, Mariscal d´Estrées, se casó dos veces, con Ana Catalina de Champagne La Suze y Adelaida Félicité de Brûlart de Sillery de Puisieux. Murió sin dejar descendencia.